# Spiroplasma culicicola
Spiroplasma culicicola è una specie di batterio appartenente alla famiglia delle Spiroplasmataceae.